# La casa delle bambole - Ghostland
La casa delle bambole - Ghostland (Incident In a Ghostland) è un film del 2018 scritto e diretto da Pascal Laugier.

## Trama
Pauline e le figlie adolescenti Vera e Beth, che ha letto un articolo su una serie di incursioni domestiche nella zona, si sono appena trasferite nella casa ereditata dalla zia Clarisse quando un energumeno irrompe in casa, trascina le ragazze nello scantinato ed abusa di Vera. L’uomo è accompagnato da una strana donna che guida un camioncino dei gelati e che, dopo aver detto a Beth che loro "Vogliono solo giocare con le bambole", lotta in cucina con Pauline, la quale, nonostante venga ripetutamente colpita, riesce ad aver la meglio e permette a Beth di scappare.
Sedici anni dopo, Beth Keller, che vive a Chicago con marito e figlio e ha scritto il romanzo Incident in a Ghostland basato sulla sua esperienza di sedici anni prima, riceve una telefonata dalla sorella, mai ripresasi dal trauma delle violenze subite. Vera la implora di tornare a casa. Beth allora torna nella vecchia casa di zia Clarisse dove la madre le rivela che Vera sostiene che i loro torturatori siano ancora lì e, poco dopo, anche Beth inizia a soffrire di allucinazioni: sente il suono di un camion, legge la scritta "Help Me" su uno specchio. Una notte Beth trova Vera incatenata al letto e truccata come una bambola che, d'un tratto, si agita come se fosse attaccata da una persona invisibile. D'improvviso sente la voce della strana donna e viene tramortita.  
Risvegliatasi, Beth scopre di avere lividi su viso e corpo. Vera la implora di accettare la realtà e di non scappare più. Così Beth realizza di aver creato una realtà immaginaria dopo avere visto la madre venir uccisa dalla strana donna e che, in realtà, sono ancora prigioniere della coppia.
La giovane Beth, dopo esser stata vestita da bambola dalla strana donna ed esser stata raggiunta dall'uomo in una stanza piena di bambole, riesce a ferire quest'ultimo, a liberare Vera e a fuggire in strada dove vengono soccorse da due agenti che però, dopo aver chiamato i rinforzi, vengono uccisi dalla strana donna che riacciuffa le ragazze. Beth si rifugia nuovamente nella sua fantasia adulta. Questa volta però la fuga dalla realtà di Beth dura poco e, ripresasi, la ragazza inizia una violenta lotta con i due. Quando sembra aver la peggio, irrompe in casa un agente, avvertito dai colleghi, che uccide l'uomo e la strana donna che, cadendo, si scopre essere un uomo .
Mentre arrivano altre autorità e le ambulanze, Beth vede la madre che la saluta dall'interno della casa poi, in ambulanza, quando il paramedico le chiede cosa le piace fare, lei risponde: "Mi piace scrivere storie".

## Produzione
La casa delle bambole è una coproduzione canadese e francese. Il Canada fornisce il 69,12% dei finanziamenti mentre la Francia il 30,88%. Il film è stato girato prevalentemente in Canada.

### Incidente
Durante le riprese, la rottura di un vetro ha provocato un grave incidente all'attrice Taylor Hickson: l'attrice è stata immediatamente ricoverata e ha ricevuto 70 punti di sutura alle ferite, tuttavia è rimasta irrimediabilmente sfigurata in volto. L'attrice ha successivamente denunciato la produzione, affermando che l'incidente è stato provocato dalla richiesta del regista di "colpire più forte" il vetro di una porta contro cui doveva appunto sbattere le mani per girare una scena. Nella denuncia si imputa alla produzione di non aver provveduto a garantire la massima sicurezza degli attori nel corso delle riprese, sia per quanto riguarda il mancato utilizzo di vetro infrangibile che per altre presunte mancanze. La compagnia si è dichiarata colpevole durante la prima udienza.

## Distribuzione
Il film fu presentato in Francia il 3 febbraio al Festival internazionale del film fantastico di Gérardmer e reso disponibile nei cinema dal 14 marzo, mentre in Italia dal 6 dicembre 2018. Ha vinto tre premi, incluso un Gran Premio.

## Accoglienza
Sull'aggregatore Rotten Tomatoes il film riceve il 54% delle recensioni professionali positive con un voto medio di 6 su 10 basato su 26 critiche, mentre su Metacritic ottiene un punteggio di 44 su 100 basato su 4 critiche.